# UnitedHealthcare Professional Cycling Team
UnitedHealthcare Professional Cycling Team (Kod UCI: UHC) – amerykańska zawodowa grupa kolarska istniejąca w latach 2003–2018. Od 2006 do zakończenia działalności (z przerwą w latach 2008–2010) znajdowała się w dywizji UCI Professional Continental Teams.

## Nazwa grupy w poszczególnych latach
| lata      | nazwa                                |
| --------- | ------------------------------------ |
| 2003      | Health Net                           |
| 2004–2008 | Health Net presented by Maxxis       |
| 2009      | Ouch                                 |
| 2010–2013 | UnitedHealthcare presented by Maxxis |
| 2014–2018 | UnitedHealthcare Pro Cycling Team    |

## Ostatni skład
Stan na styczeń 2018
| Skład drużyny 2018                       | Skład drużyny 2018 | Skład drużyny 2018 | Skład drużyny 2018                           |
| Imię i nazwisko                          | Data urodzenia     | Państwo            | Poprzednia grupa                             |
| ---------------------------------------- | ------------------ | ------------------ | -------------------------------------------- |
| Janier Acevedo                           | 6 grudnia 1985     | Kolumbia           | Jamis (2016)                                 |
| Carlos Alzate                            | 23 marca 1983      | Kolumbia           | Team Exergy (2012)                           |
| Alexander Cataford                       | 1 września 1993    | Kanada             | Silber Pro Cycling (2016)                    |
| Jonathan Clarke                          | 18 grudnia 1984    | Australia          | Jelly Belly (2009)                           |
| Daniel Eaton                             | 4 lipca 1993       | Stany Zjednoczone  | Axeon (2015)                                 |
| Lucas Sebastián Haedo                    | 18 kwietnia 1983   | Argentyna          | Jamis (2016)                                 |
| Adrian Hegyvary                          | 5 stycznia 1984    | Stany Zjednoczone  |                                              |
| Daniel Jaramillo                         | 15 stycznia 1991   | Kolumbia           | Jamis-Hagens Berman (2015)                   |
| Luke Keough                              | 10 sierpnia 1991   | Stany Zjednoczone  | SmartStop-Mountain Khakis (2012)             |
| Gavin Mannion                            | 24 sierpnia 1991   | Stany Zjednoczone  | Drapac Professional Cycling (2016)           |
| Eric Marcotte                            | 8 lutego 1980      | Stany Zjednoczone  | Cylance (2017)                               |
| Travis McCabe                            | 12 maja 1989       | Stany Zjednoczone  | Holowesko-Citadel-Hincapie Sportswear (2016) |
| Lachlan Norris                           | 21 stycznia 1987   | Australia          | Drapac Professional Cycling (2016)           |
| Tanner Putt                              | 21 kwietnia 1992   | Stany Zjednoczone  | Bissell Development (2014)                   |
| Serghei Țvetcov                          | 29 grudnia 1988    | Rumunia            | Jelly Belly-Maxxis (2017)                    |
| Hugo Velázquez                           | 16 lipca 1992      | Argentyna          |                                              |
|                                          |                    |                    |                                              |
| Źródła: ProCyclingStats Cycling Quotient |                    |                    |                                              |